# Seirocastnia magnifica
Seirocastnia magnifica là một loài bướm đêm trong họ Noctuidae.